# Скоби (Монтана)
Скоби (англ. Scobey) — крупнейший город и административный центр округа Даниелс в штате Монтана в Соединённых Штатах Америки.
Согласно данным переписи населения США 2020 года число жителей города 
составляло 999 человек, что чуть меньше (− 1.8%), чем было во время предыдущей переписи, проводившейся в 2010 году (1017 человек).

## История
Город был назван местным владельцем ранчо Мэнсфилдом Даниелсом (англ. Mansfield Daniels), в честь которого назван округ Дэниелс, в честь его друга майора Чарльза Ричардсона Андерсона Скоби (англ. Charles Richardson Anderson Scobey), скотовода из района Глендайв, который был законодателем Территории Монтана и индейским агентом в сообществах Форт-Пек и Поплар.

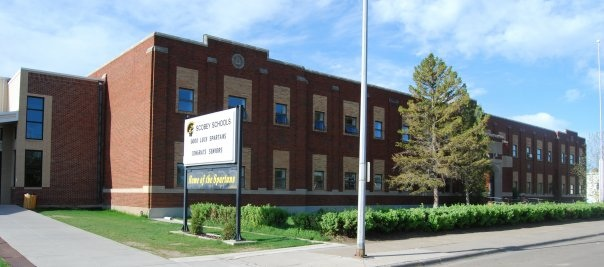
Средняя школа Скоби

С момента основания поселения, основой его экономики, как и экономики округа в целом, с населением 1661 человек (2020), являлось сельское хозяйство: выращивание злаковых культур и животноводство.
После того, как Гомстед-акт вступил в силу, Скоби, как и многие другие сельскохозяйственные сообщества, получил новый толчок и в 1910 году, по словам автора исторических маркеров Скэнкса Бивертона, «Скоби был крупнейшим основным пунктом отгрузки зерна в мире».
4 июня 1997 года дом Мэнсфилда А. Дэниелса (построен в 1912 году) был включён в Национальный реестр исторических мест США.
Своего пика (1726 человек) население города достигло в 1960-е годы и с тех пор постоянно уменьшается, став в 2020 году трёхзначным.

## География
Согласно данным Бюро переписи населения США, общая площадь города составляет 0,76 квадратных мили (1,97 км2) и вся эта территория приходится на сушу.

## Климат
В городе Скоби полузасушливый климат с длинной, холодной, сухой зимой и коротким, жарким, влажным летом, который на климатических картах, согласно системе классификации климатов Кёппена, сокращённо обозначается аббревиаторой «BSk».